# Israëlisch kampioenschap wielrennen op de weg
Het Israëlisch kampioenschap wielrennen op de weg is in de vier onderdelen wegwedstrijd en individuele tijdrit bij zowel de mannen als de vrouwen een jaarlijkse georganiseerde wielerwedstrijd waarin om de nationale titel van Israël wordt gestreden.

## Mannen

### Wegwedstrijd

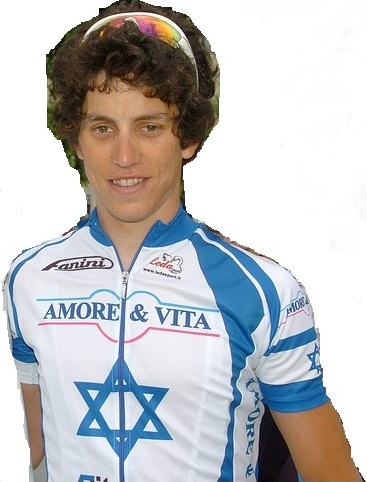
Niv Libner won in 2010, 2011 en 2014

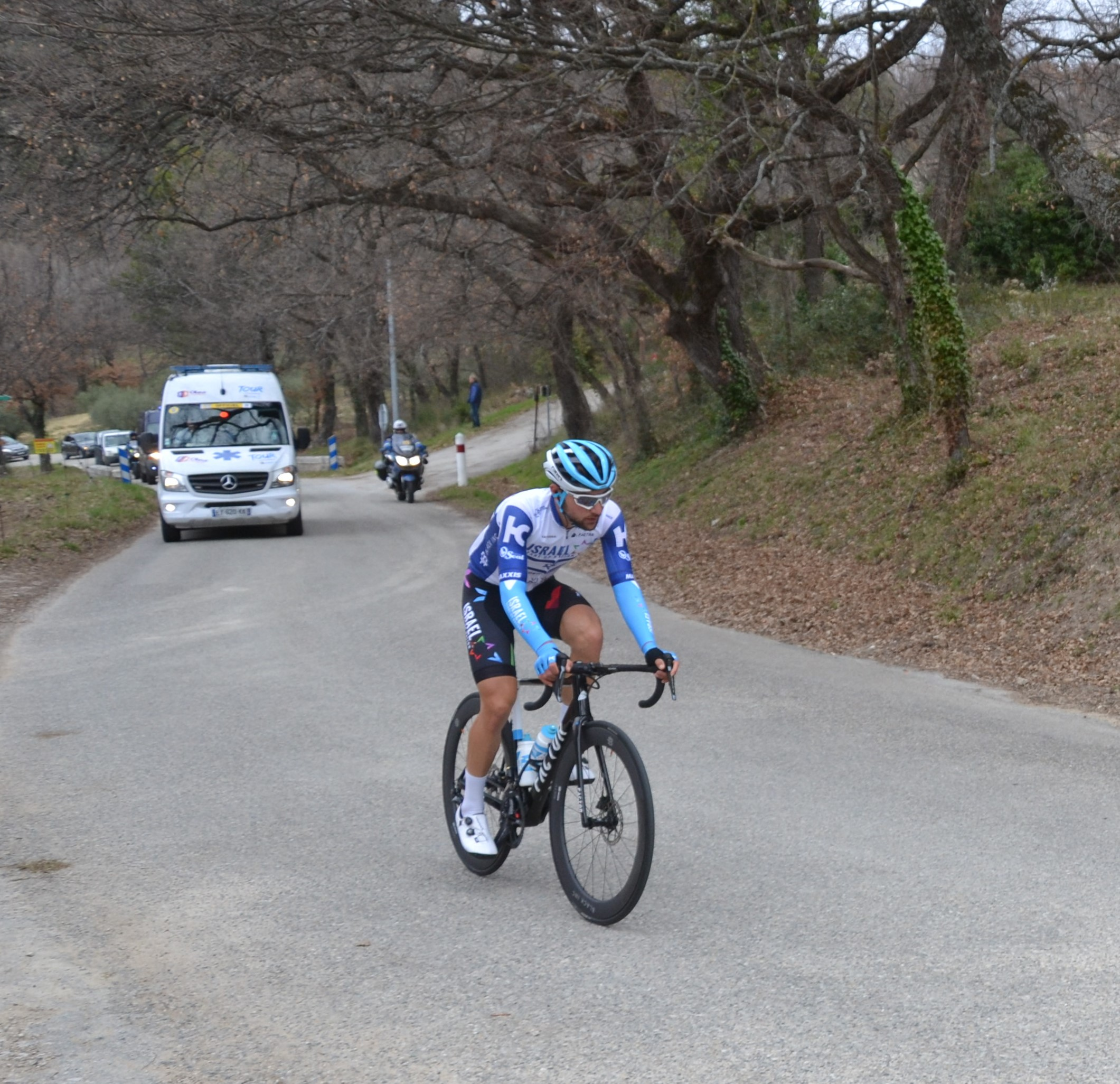
Guy Sagiv won in 2015, 2016 en 2019

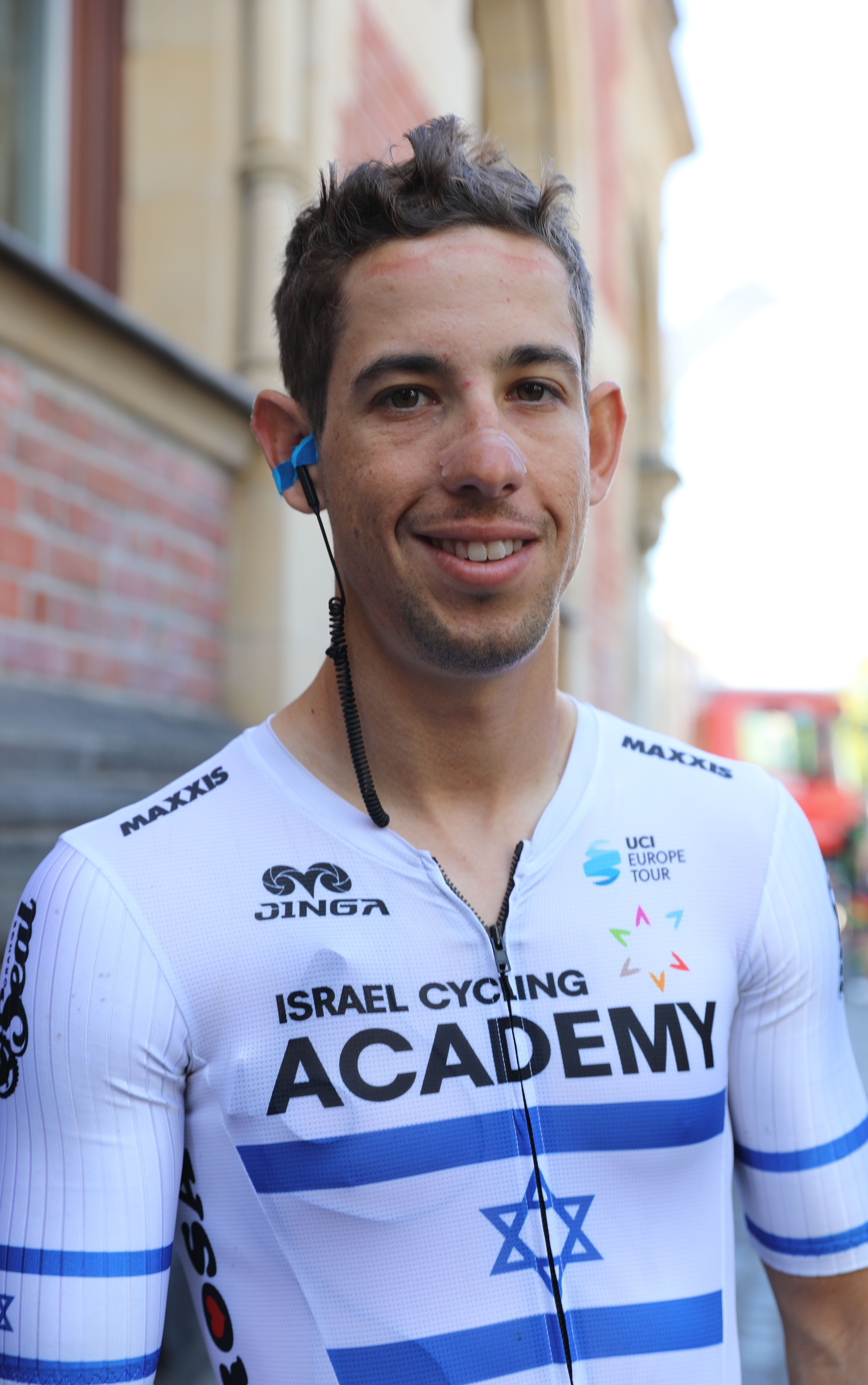
Roy Goldstein won in 2017 en 2018

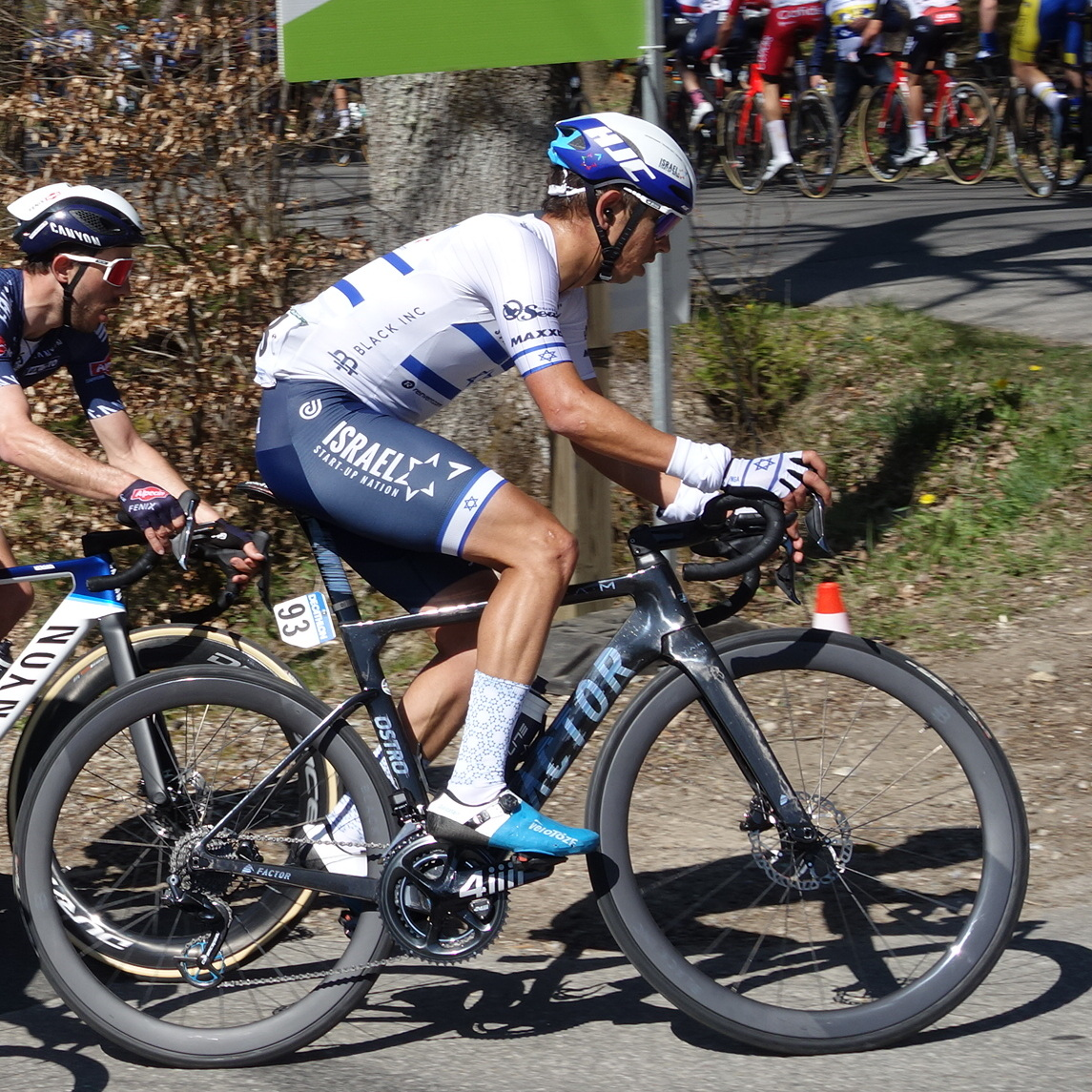
Omer Goldstein won in 2020

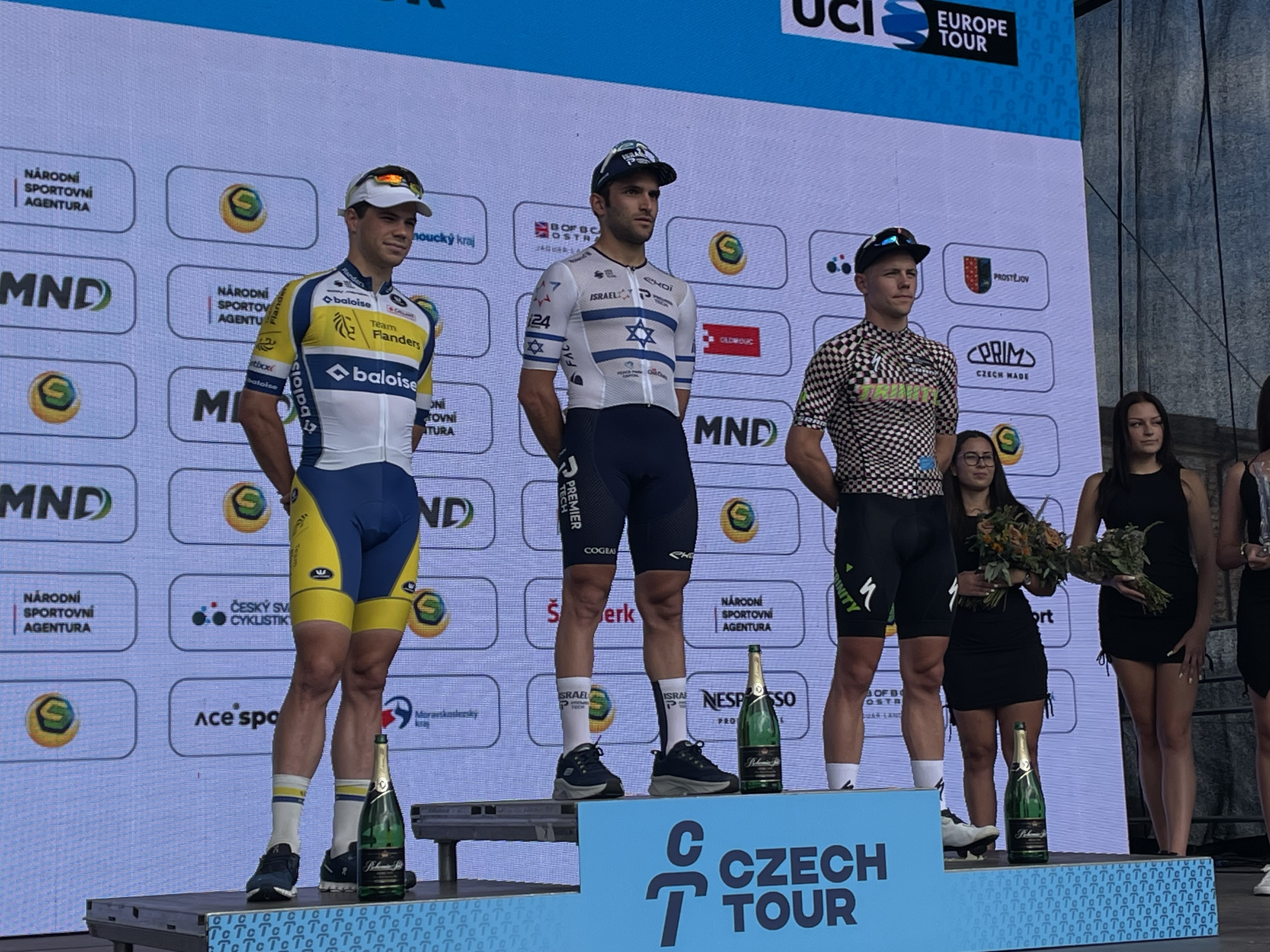
Itamar Einhorn won in 2022 en 2023

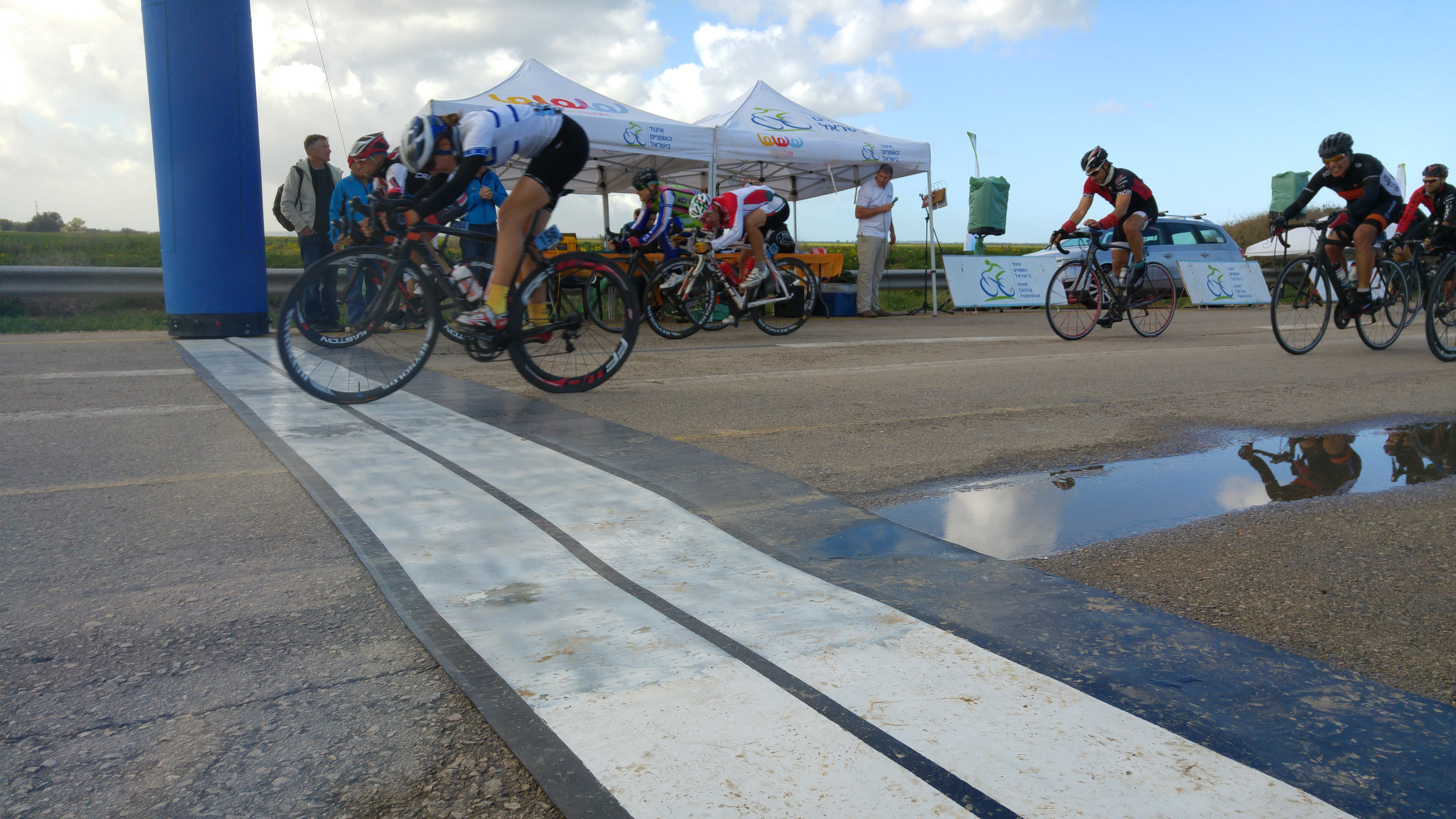
Rotem Gafinovitz in de kampioenstrui

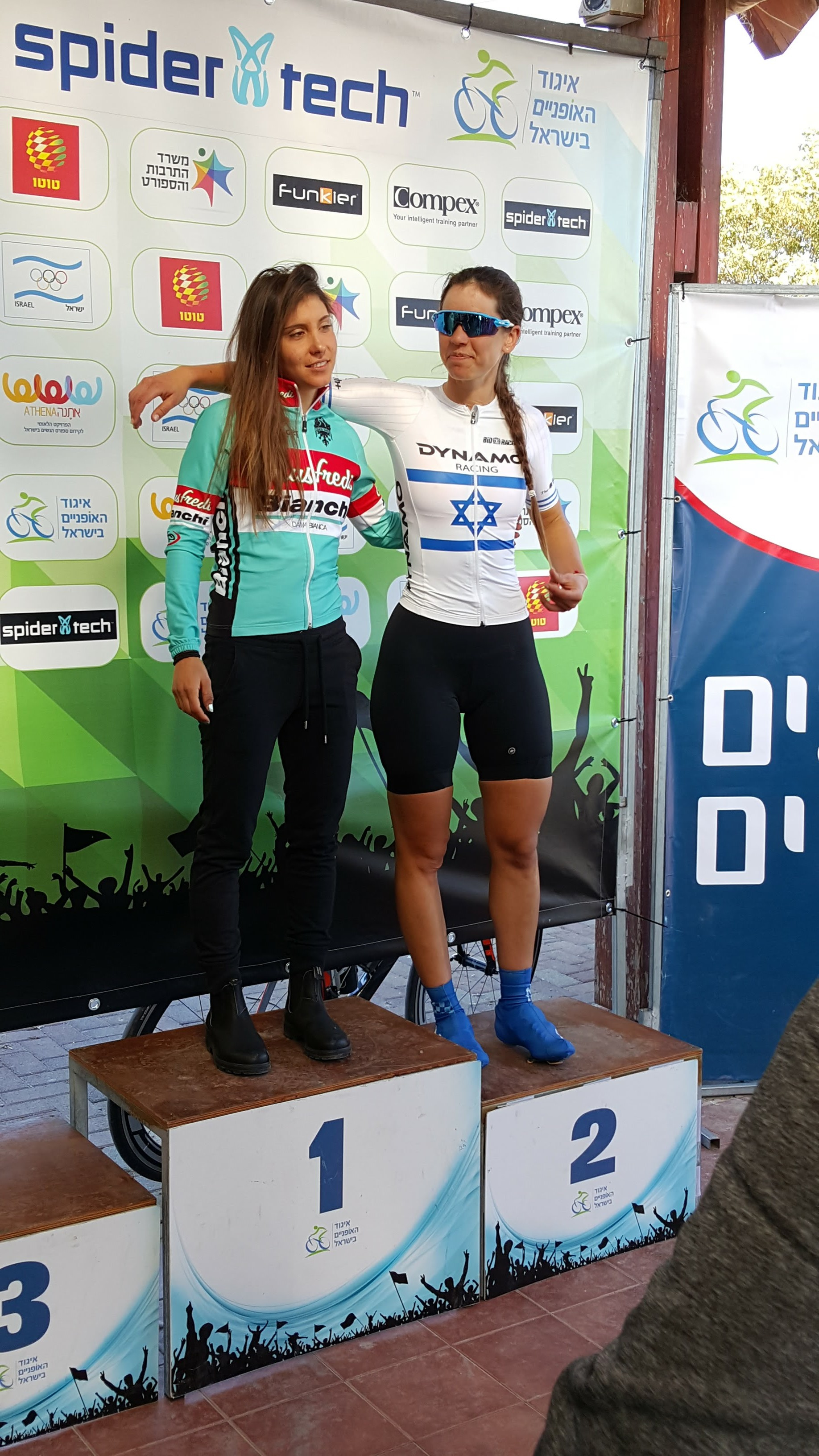
Miriam Bar-On (rechts) won in 2016

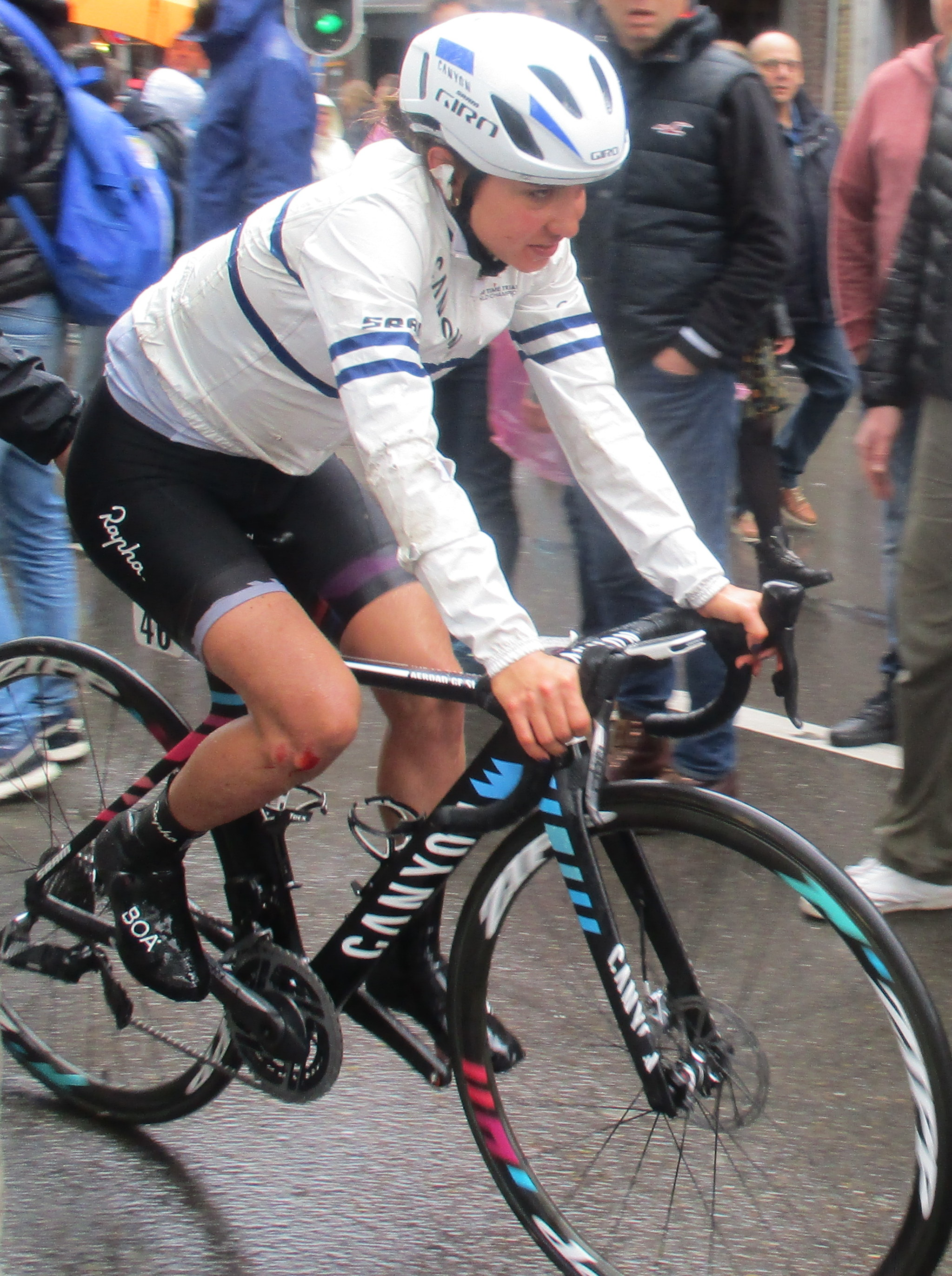
Omer Shapira won zes keer vanaf 2017

| Jaar | Goud               | Zilver          | Brons             |
| ---- | ------------------ | --------------- | ----------------- |
| 1998 | Yuval Steinman     | Eitzack Boigin  | Benjamin Loberant |
| 1999 | Eitzack Boigin     | Boris Yezulak   | Daniel Helstoch   |
| 2000 | Yuval Steinman     | Elian Edelson   | Ido Sirkin        |
| 2001 | Daniel Helstoch    | Hidai Bar-Mor   | Doron Amitz       |
| 2002 | Itay Lifshitz      | Dror Pekatz     | Yanai Cohen       |
| 2003 | Dor Dviri          | Yuriy Levinson  | Izhak Boygen      |
| 2004 | Dor Dviri          | Daniel Helstoch | Shagi Bental      |
| 2005 | Maxim Burlutsky    | Amos Wolff      | Yarden Gazit      |
| 2006 | Dor Dviri          | Yarden Gazit    | Rotem Ishai       |
| 2007 | Gal Tsachor        | Amos Wolff      | Doron Amitz       |
| 2008 | Hortig Nati        | Amos Wolff      | Eliad Daniel      |
| 2009 | Avichai Greenberg  | Idan Shapira    | Niv Libner        |
| 2010 | Niv Libner         | Ayal Rahat      | Ran Margaliot     |
| 2011 | Niv Libner         | Yoav Bär        | Idan Shapira      |
| 2012 | Oleg Sergeev       | Roy Goldstein   | Daniel Eliad      |
| 2013 | Yuval Dolin        | Guy Gabay       | Guy Sagiv         |
| 2014 | Niv Libner         | Anton Mikailov  | Roy Goldstein     |
| 2015 | Guy Sagiv          | Guy Gabay       | Roy Goldstein     |
| 2016 | Guy Sagiv          | Aviv Yechezkel  | Roy Goldstein     |
| 2017 | Roy Goldstein      | Itamar Einhorn  | Aviv Yechezkel    |
| 2018 | Roy Goldstein      | Guy Sagiv       | Omer Goldstein    |
| 2019 | Guy Sagiv          | Omer Goldstein  | Guy Niv           |
| 2020 | Omer Goldstein     | Eitan Levi      | Guy Sagiv         |
| 2021 | Vladislav Logionov | Saned Abu-Fares | Itamar Einhorn    |
| 2022 | Itamar Einhorn     | Guy Sagiv       | Omer Goldstein    |
| 2023 | Itamar Einhorn     | Guy Sagiv       | Nadav Raisberg    |
| 2024 | Oded Kogut         | Itamar Einhorn  | Rotem Tene        |

### Tijdrit
| Jaar | Goud            | Zilver             | Brons               |
| ---- | --------------- | ------------------ | ------------------- |
| 2002 | Fein Oded       | Yanai Cohen        | Ben-Ami Tshausu     |
| 2003 | Daniel Helstoch | Dror Lindner       | Nitzan Hendler      |
|      |                 |                    |                     |
| 2005 | Gali Ronen      | Daniel Helstoch    | Maxim Burlutsky     |
| 2006 | Gali Ronen      | Maxim Burlutsky    | Izhak Boygen        |
| 2007 | Gali Ronen      | Anton Mikhailov    | Maxim Burlutsky     |
| 2008 | Maxim Burlutsky | Eyal Rahat         | Nati Hortig         |
| 2009 | Ayetor Aizpeazo | Eyal Rahat         | Yuval Rachmilevich  |
| 2010 | Eyal Rahat      | Anton Mikailov     | Ido Sirkin          |
| 2011 | Eyal Rahat      | Yoav Bär           | Niv Libner          |
| 2012 | Anton Mikhailov | Guy Gabay          | Ayal Rahat          |
| 2013 | Yoav Bär        | Anton Mikhailov    | Oleg Sergeev        |
| 2014 | Yoav Bär        | Anton Mikhailov    | Oleg Sergeev        |
| 2015 | Yoav Bär        | Aviv Yechezkel     | Omer Goldstein      |
| 2016 | Aviv Yechezkel  | Omer Goldstein     | Yoav Bär            |
| 2017 | Guy Sagiv       | Omer Goldstein     | Anton Mikhailov     |
| 2018 | Omer Goldstein  | Aharon Hitman      | Yuval Ben-Mordechai |
| 2019 | Guy Niv         | Aharon Hitman      | Edo Goldstein       |
| 2020 | Guy Sagiv       | Guy Niv            | Vladislav Logionov  |
| 2021 | Omer Goldstein  | Vladislav Logionov | Guy Sagiv           |
| 2022 | Omer Goldstein  | Oded Kogut         | Vladislav Logionov  |
| 2023 | Oded Kogut      | Omer Goldstein     | Nadav Raisberg      |
| 2024 | Oded Kogut      | Omer Goldstein     | Nadav Raisberg      |

## Vrouwen

### Wegwedstrijd
| Jaar | Goud              | Zilver              | Brons               |
| ---- | ----------------- | ------------------- | ------------------- |
| 2001 | Lory Copans       | Nadya Laikin        | Hadas Wais          |
| 2002 | Shani Bloch       | Lory Copans         | Racheli Rozenshtain |
|      |                   |                     |                     |
| 2006 | Inbar Ronen       | Shani Bloch         | Michal Avriel       |
| 2007 | Leah Goldstein    | Hilla Maimon        | Shani Bloch         |
| 2008 | Leah Goldstein    | Yarden Golan        | Yarden Avidan       |
| 2009 | Leah Goldstein    | Yarden Golan        | Yarden Avidan       |
| 2010 | Inbar Ronen       | Michal Ela          | Yarden Avidan       |
| 2011 | Ella Michal       | Daniela Levi        | Paz Bash            |
| 2012 | Yuval Bar Ziv     | Rotem Gafinovitz    | Daniela Levi        |
| 2013 | Paz Bash          | Rotem Gafinovitz    | Megan Beltzer       |
| 2014 | Paz Bash          | Shani Bloch-Davidov | Omer Shapira        |
| 2015 | Rotem Gafinovitz  | Omer Shapira        | Paz Bash            |
| 2016 | Miriam Bar-On     | Rotem Gafinovitz    | Omer Shapira        |
| 2017 | Omer Shapira      | Paz Bash            | Shani Bloch-Davidov |
| 2018 | Omer Shapira      | Rotem Gafinovitz    | Paz Bash            |
| 2019 | Omer Shapira      | Rotem Gafinovitz    | Paz Bash            |
| 2020 | Omer Shapira      | Lianne Witkin       | Antonina Reznikov   |
| 2021 | Omer Shapira      | Rotem Gafinovitz    | Nofar Maoz          |
| 2022 | Omer Shapira      | Kathleen Abadie     | Rotem Gafinovitz    |
| 2023 | Antonina Reznikov | Nofar Maoz          | Rotem Gafinovitz    |
| 2024 | Rotem Gafinovitz  | Adar Shriki         | Hili Biderman       |

### Tijdrit
| Jaar | Goud             | Zilver            | Brons             |
| ---- | ---------------- | ----------------- | ----------------- |
| 2002 | Lory Copans      | Shani Bloch       | Bony Eshel        |
| 2003 | Leah Goldstein   | Nicole Freedman   | Shani Bloch       |
|      |                  |                   |                   |
| 2006 | Shani Bloch      | Inbar Ronen       |                   |
| 2007 | Leah Goldstein   | Hilla Maimon      | Michal Avriel     |
| 2008 | Leah Goldstein   | Nena Pekerman     | Hilla Maimon      |
| 2009 | Leah Goldstein   | Yarden Avidan     | Einat Argon       |
| 2010 | Yarden Avidan    | Noga Korem        | Einat Argon       |
| 2011 | Daniela Levi     | Ella Michal       | Rotem Gafinovitz  |
| 2012 | Paz Bash         | Rotem Gafinovitz  | Ella Michal       |
| 2013 | Paz Bash         | Rotem Gafinovitz  | Daniela Levi      |
| 2014 | Paz Bash         | Shani Bloch       | Mey-elle Naveh    |
| 2015 | Paz Bash         | Rotem Gafinovitz  | Miriam Bar-On     |
| 2016 | Paz Bash         | Shani Bloch       | Omer Shapira      |
| 2017 | Shani Bloch      | Rotem Gafinovitz  | Paz Bash          |
| 2018 | Rotem Gafinovitz | Omer Shapira      | Paz Bash          |
| 2019 | Rotem Gafinovitz | Paz Bash          | Antonina Reznikov |
| 2020 | Omer Shapira     | Lianne Witkin     | Avital Gez        |
| 2021 | Rotem Gafinovitz | Nofar Maoz        | -                 |
| 2022 | Omer Shapira     | Rotem Gafinovitz  | Lianne Witkin     |
| 2023 | Rotem Gafinovitz | Antonina Reznikov | Nofar Maoz        |
| 2024 | Rotem Gafinovitz | Adar Shriki       | Maayan Tal        |